# Войвож (приток Вежаю)
Войвож (устар. Вой-Вож) — река в России, протекает по Республике Коми. Устье реки находится в 18 км по левому берегу реки Вежаю. Длина реки составляет 22 км.

## Притоки
- Ораковский (лв)
- Ыджыдъёль (пр)
- Медвежий Овраг (лв)

## Данные водного реестра
По данным государственного водного реестра России относится к Двинско-Печорскому бассейновому округу, водохозяйственный участок реки — Вычегда от истока до города Сыктывкар, речной подбассейн реки — Вычегда. Речной бассейн реки — Северная Двина.
Код объекта в государственном водном реестре — 03020200112103000013643.